# Poecilocerastis striata
Poecilocerastis striata är en insektsart som beskrevs av Willy Adolf Theodor Ramme 1929. Poecilocerastis striata ingår i släktet Poecilocerastis och familjen gräshoppor.

## Underarter
Arten delas in i följande underarter:
- P. s. poultoni
- P. s. striata

## Bildgalleri

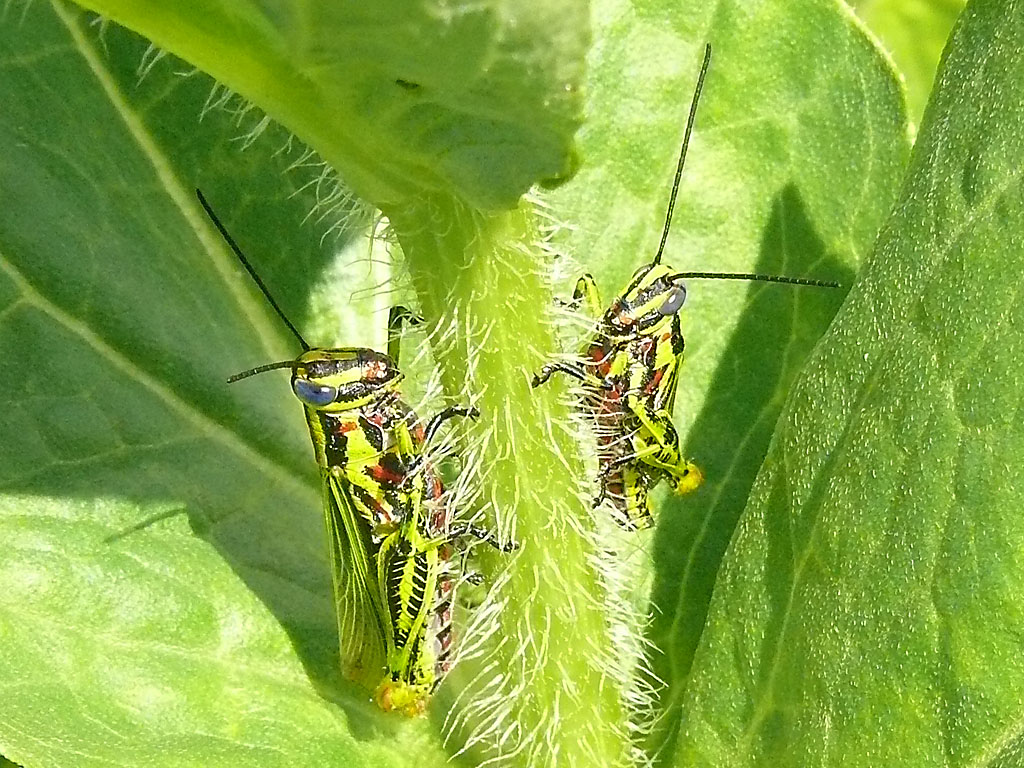